# Aeropuerto Los Colonizadores
Aeropuerto Los Colonizadores (IATA: RVE, OACI: SKSA) es un aeropuerto colombiano el cual le brinda servicio a la ciudad de Saravena, Arauca; a esta terminal aérea sólo llegan operaciones comerciales de las aerolíneas estatales Satena y Easyfly los días lunes, martes, miércoles, jueves, viernes y sábado. Destinos a: Bogotá, Bucaramanga, Medellín y Cúcuta.

## Destinos
- Satena
  - Bogotá / Terminal Puente Aéreo
  - Bucaramanga / Aeropuerto Internacional Palonegro
- Clic Air

Saravena a Bucaramanga Aeropuerto Internacional Palonegro
// 
Saravena a Cucuta Aeropuerto Camilo Daza

### Destinos Finalizados
- ADA
  - Bucaramanga / Aeropuerto Internacional Palonegro

- Satena
  - Tame / Aeropuerto Gabriel Vargas Santos